# Tarka vízimoly
A tarka vízimoly vagy tasakosmoly (Elophila nymphaeata avagy Nymphula nymphaeata) a valódi lepkék közül a fényiloncafélék (Pyralidae) családjában a vízimolyok (Acentropinae) alcsaládjába tartozó lepkefaj.

## Elterjedése, élőhelye
Ez az európai faj Magyarország a lápos-mocsaras területein is gyakori.

## Megjelenése
Púderfehér szárnyán szürke és fekete mintáival a föltűnő megjelenésű lepkék közé tartozik. Szárnyának fesztávolsága 22–26 mm.

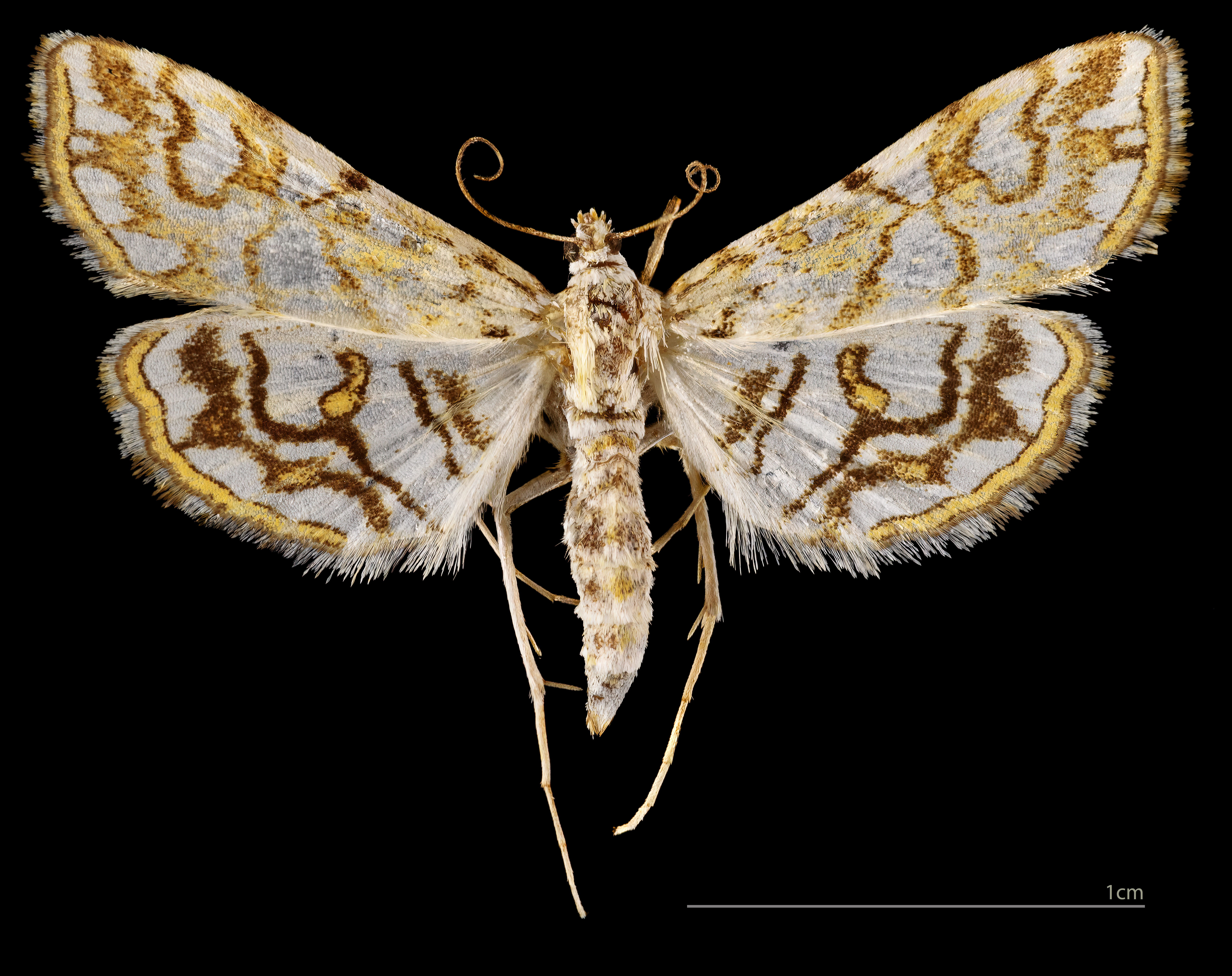
♂
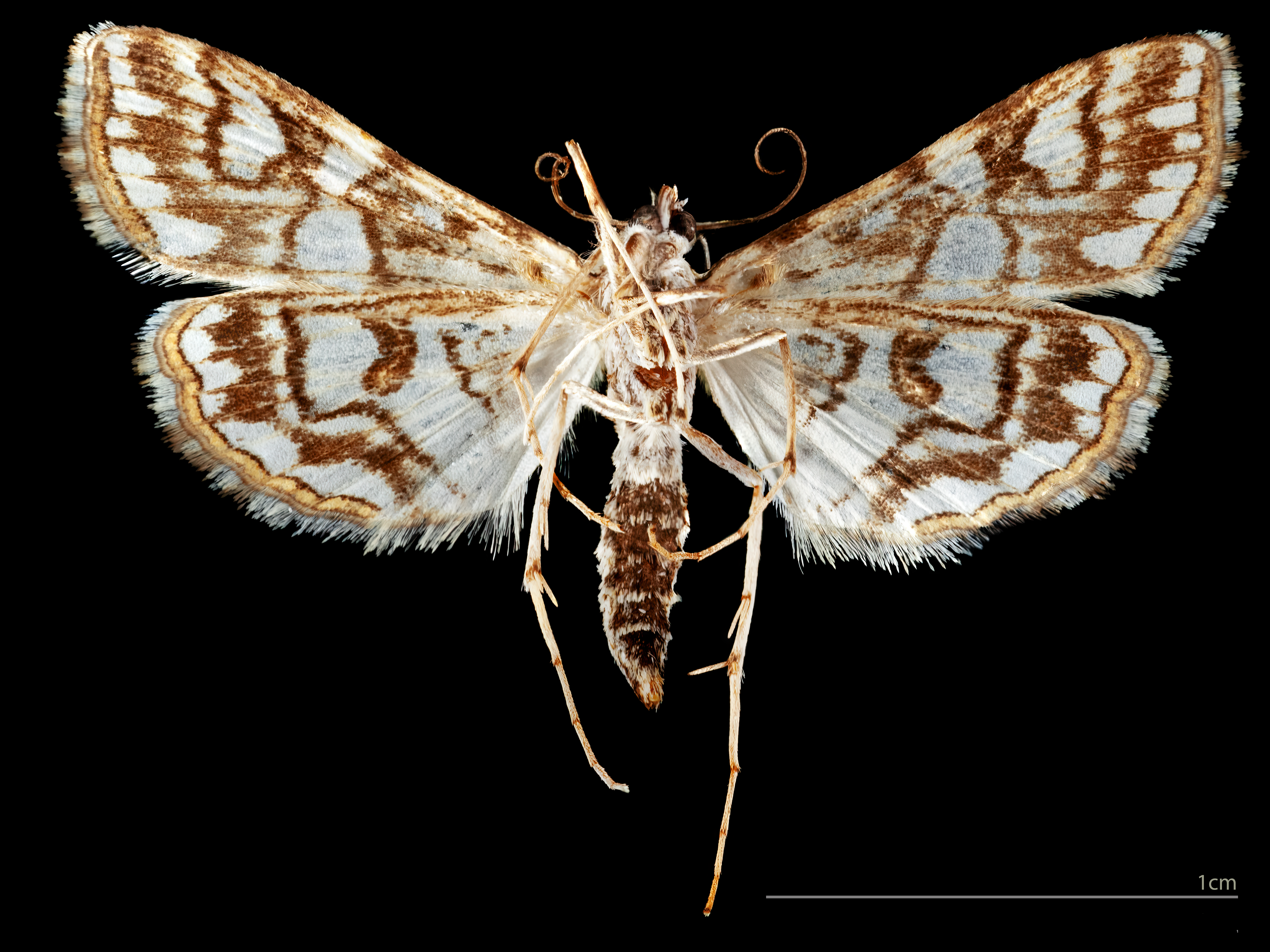
♂ △

## Életmódja
Egy évben két-három nemzedéke nőhet fel úgy, hogy valószínűleg a hernyók telelnek át.
Egész nyáron át az alkonyati órákban rajzik az állóvizek, mocsaras rétek fölött. Petéit levelek aljára rakja, egyesével. Két hét múlva kelnek ki a kis, viaszsárga hernyók, és berágják magukat a levelekbe. A lerágott levéldarabkákból testük védelmére kis házat építenek, és azt tegezzé szövik össze. A tegezben víz van, és benne a hernyók a bőrükön át lélegzenek. A vízben úszó levelek felületéről viaszban gazdag táplálékot vesznek fel, és ettől kültakarójuk víztaszítóvá válik; ettől kezdve légzőnyílásaikon vesznek levegőt. Ilyenkor új, 2 cm hosszú és 1,5 cm széles, hordó alakú tegezt készítenek, amiből csak fejük és testük eleje áll ki. A tegezt levegővel töltik fel. Gyakran átúsznak egyik növényről a másikra; víz nélkül nem élnek meg. Őszig mintegy 2 cm-esre nőnek, és ekkor az iszapba húzódnak áttelelni. Tavasszal ismét a felszínre emelkednek, és nemsokára 10–30 cm mélyen a víz színe alatt váladékukkal egy víz alatti növény szárához erősítik a frissen elkészült, még zöld tegezt (amin egy kis lyukat rágtak, hogy oxigénszükségletüket a növény légszállító edényeiből fedezzék), és bebábozódnak. Két-három hét múlva a kikelt lepkék a tegezben maradt légbuborékok segítségével úsznak fel a felszínre.
A hernyó vízinövényeken él:
- békabuzogány (Sparganium sp.),
- békaszőlő (Potamogeton sp.),
- tündérrózsa (Nymphaea alba).

Alkalmanként a rizs kártevője lehet; egyes rizstermelő államokban a kártétel elérheti a termés 10–20%-át.
A lepkék nappal és éjszaka is repülnek, a mesterséges fény vonzza őket.

## Külső hivatkozások
- Mészáros Zoltán – Szabóky Csaba: A magyarországi molylepkék gyakorlati albuma. Budapest: Agroinform. 2005.  arch Hozzáférés: 2018. április 6. (PDF)
- Bartha Tibor: Lepkék bölcsői